# CASA/IPTN CN-235
CASA/IPTN CN-235 là một loại máy bay vận tải 2 động cơ tầm trung, được hãng CASA của Tây Ban Nha và IPTN của Indonesia hợp tác phát triển. Nó được sử dụng làm máy bay chở khách vùng và vận tải quân sự. Nhiệm vũ chủ yếu của nó là tuần tra biển, thám sát và vận tải. Thổ Nhĩ Kỳ là quốc gia sử dụng nhiều nhất với 61 chiếc.

## Biến thể

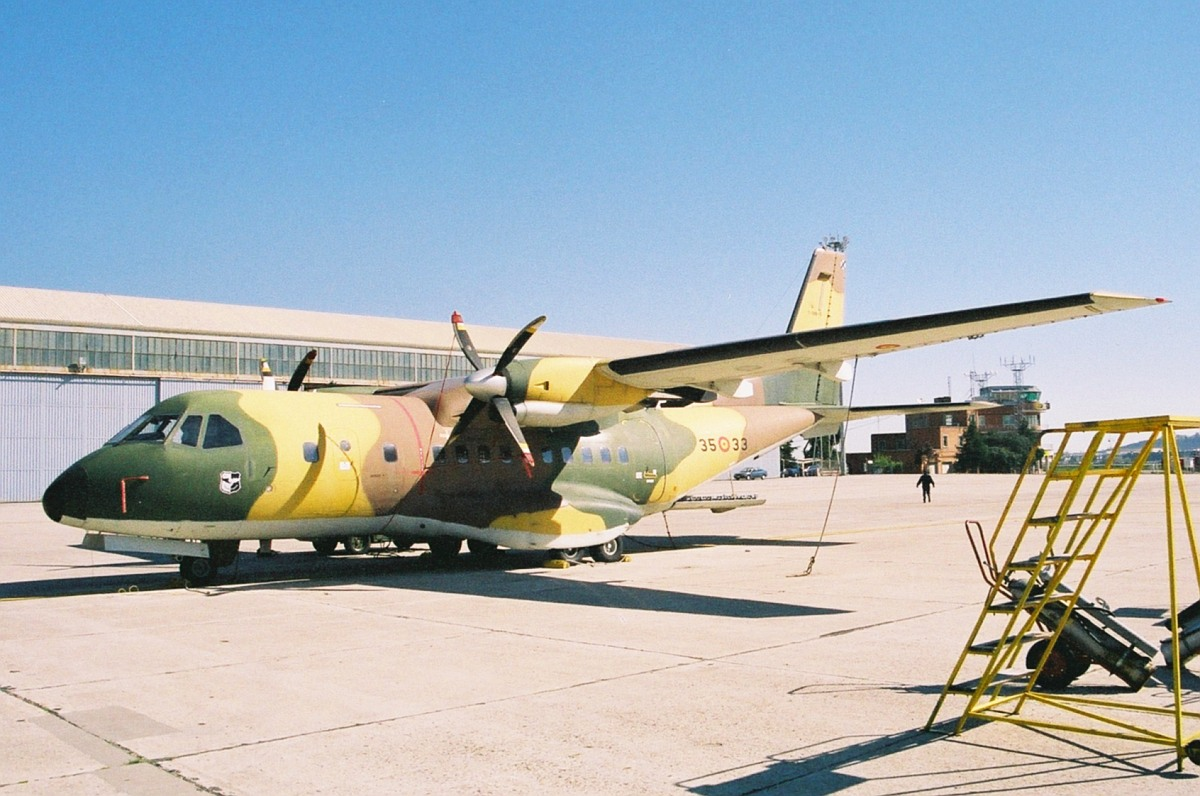
CASA CN-235 của Không quân Tây Ban Nha

CN-235-10
CN-235-100/110
CN-235-200/220
CN-235-300
CN-235-330 Phoenix
CN-235 MPA
HC-144 Ocean Sentry
Bảo vệ Bờ biển Hoa Kỳ designation for a planned twenty-two aircraft fleet bought to replace the small HU-25 Guardian business-style jets. Tính đến  năm 2010, twelve  had been delivered.

## Quốc gia sử dụng

### Quân sự
Azerbaijan

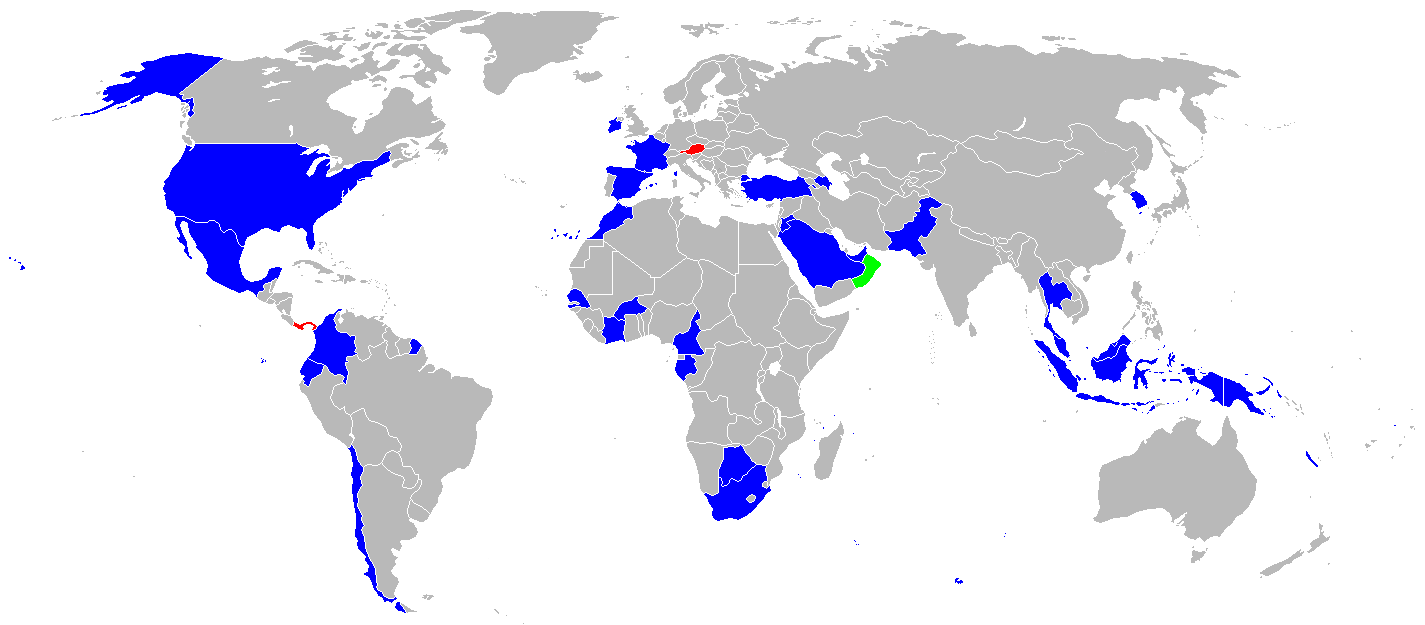
Quốc gia sử dụng CN-235:
Military operators
Only government operators
Former operators

- Không quân Azerbaijan (đặt mua 30 chiếc vào tháng 4 năm 2010([5]

 Botswana
- Lực lượng quốc phòng Botswana

 Brunei
- Không quân Hoàng gia Brunei (1)

 Burkina Faso
- Quân đội Burkina Faso (1)

 Cameroon
- Không quân Cameroon đặt mua 1 chiếc CN-235 vào tháng 6 năm 2012.[6]

 Chile
- Lục quân Chile (4 CN-235-100)

 Colombia
- Không quân Colombia
- Colombian National Armada

 Ecuador
- Không quân Ecuador
- Hải quân Ecuador

 Pháp
- Không quân Pháp 19 CN235-100, 18 chiếc nâng cấp lên cấu hình CN235-200, 1 chiếc mất. 8 CN235-300 (đặt mua tháng 4 năm 2010)

 Gabon
- Không quân Gabon (1)

 Indonesia
- Không quân Indonesia (sử dụng CN235-100M, CN235-220M, CN235MPA)

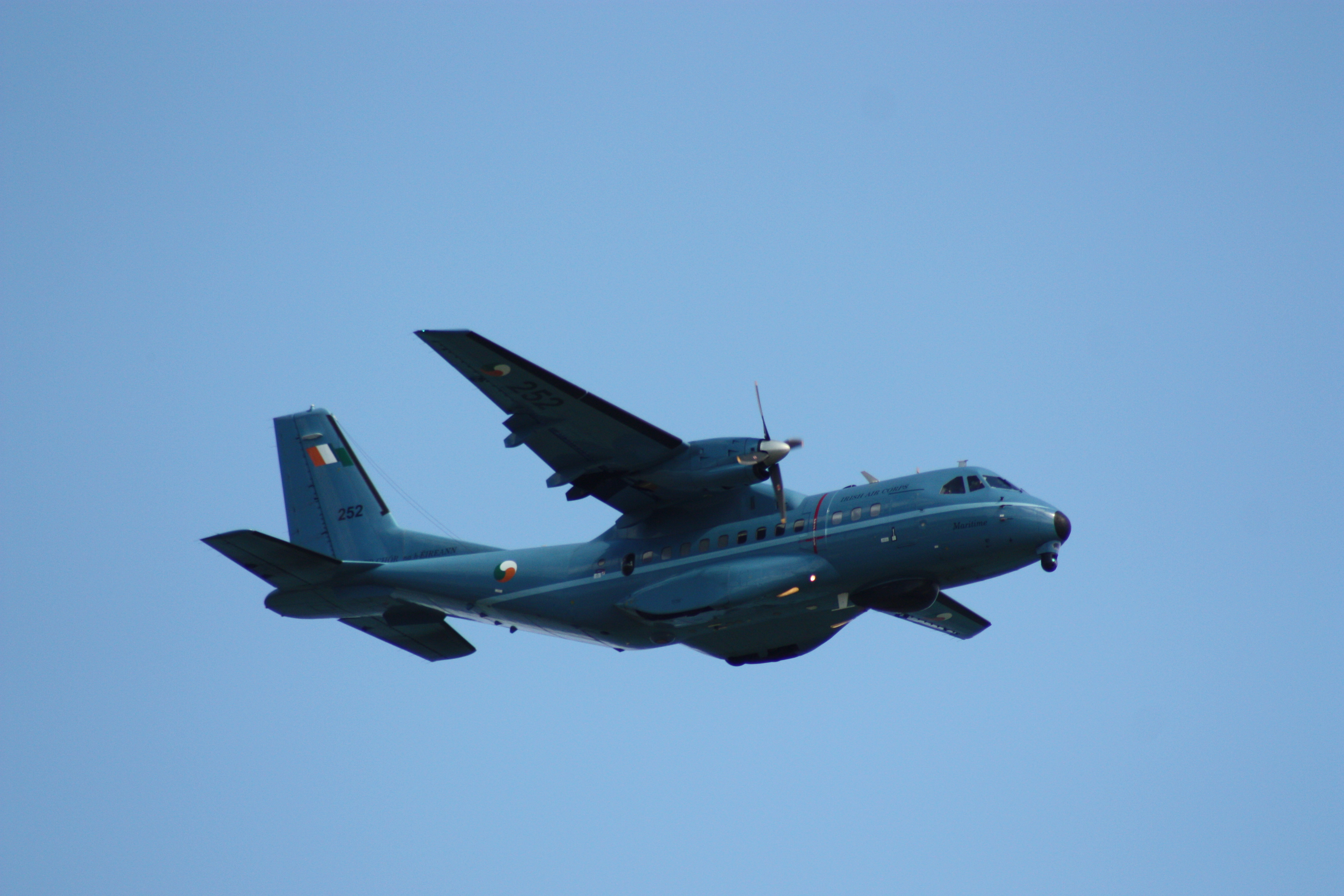
Máy bay tuần tra biển CASA CN-235 của Quân đoàn Không quân Ireland

- Hải quân Indonesia (sử dụng CN235MPA)[7]

 Ireland
- Quân đoàn Không quân Ireland (2 x CN235MP)

 Jordan
- Không quân Hoàng gia Jordan

 Malaysia
- Không quân Hoàng gia Malaysia (8 x CN235-220)

 México
- Hải quân Mexico (Quốc hội Mexico đã quyết định trích ngân sách mua 6 chiếc CN235-300MPA. 2 chiếc đầu tiên giao vào tháng 9 năm 2010.[8][9])
- Cảnh sát Liên bang Mexico (2x CN235)[10]

 Maroc
- Không quân Maroc (6)

 Nigeria
- Không quân Nigeria

 Pakistan
- Không quân Pakistan (4× CN235-220) [11]

 Papua New Guinea
- Lực lượng Quốc phòng Papua New Guinea (2 CN-235M)

 Hàn Quốc
- Không quân Hàn Quốc (20; 12 chiếc do CASA Tây Ban Nha, 8 chiếc do IPTN Indonesia)
- Bảo vệ Bờ biển Hàn Quốc (4)

 Ả Rập Xê Út
- Không quân Hoàng gia Saudi (4)

 Sénégal
- Không quân Senegal (2)

 Tây Ban Nha
- Không quân Tây Ban Nha (20)
- Dân quân Tây Ban Nha (2)

 Thái Lan
- Không quân Hoàng gia Thái Lan (2)

 Thổ Nhĩ Kỳ
- Không quân Thổ Nhĩ Kỳ (50 x CN235-100M)
- Hải quân Thổ Nhĩ Kỳ (9 x CN-235 ASW/ASuW MPA với AMASCOS (Hệ thống Kiểm soát và Tình hình hàng hải trên không) của Thales)
- Bảo vệ Bờ biển Thổ Nhĩ Kỳ (3 x CN-235 MPA với AMASCOS của Thales)

 UAE
- Hải quân UAE (4)

 Hoa Kỳ
- Không quân Hoa Kỳ
- Bảo vệ Bờ biển Hoa Kỳ -

 Yemen
- Không quân Yemen (1)

### Quốc gia từng sử dụng cho quân đội
Áo
- Không quân Áo

 Bophuthatswana
- Không quân Bophuthatswana (1, sau sáp nhập vào Không quân Nam Phi)

 Panama
- Không quân Panama (tới năm 1994)

 Nam Phi
- Không quân Nam Phi (từ Không quân Bophuthatswana – loại biên tháng 7 năm 2012)

### Chính phủ và tổ chức bán quân sự
Oman
- Cảnh sát Oman (2 x CN-235-M100)

 Tây Ban Nha
- Guardia Civil (2 X CN-235 MPA)

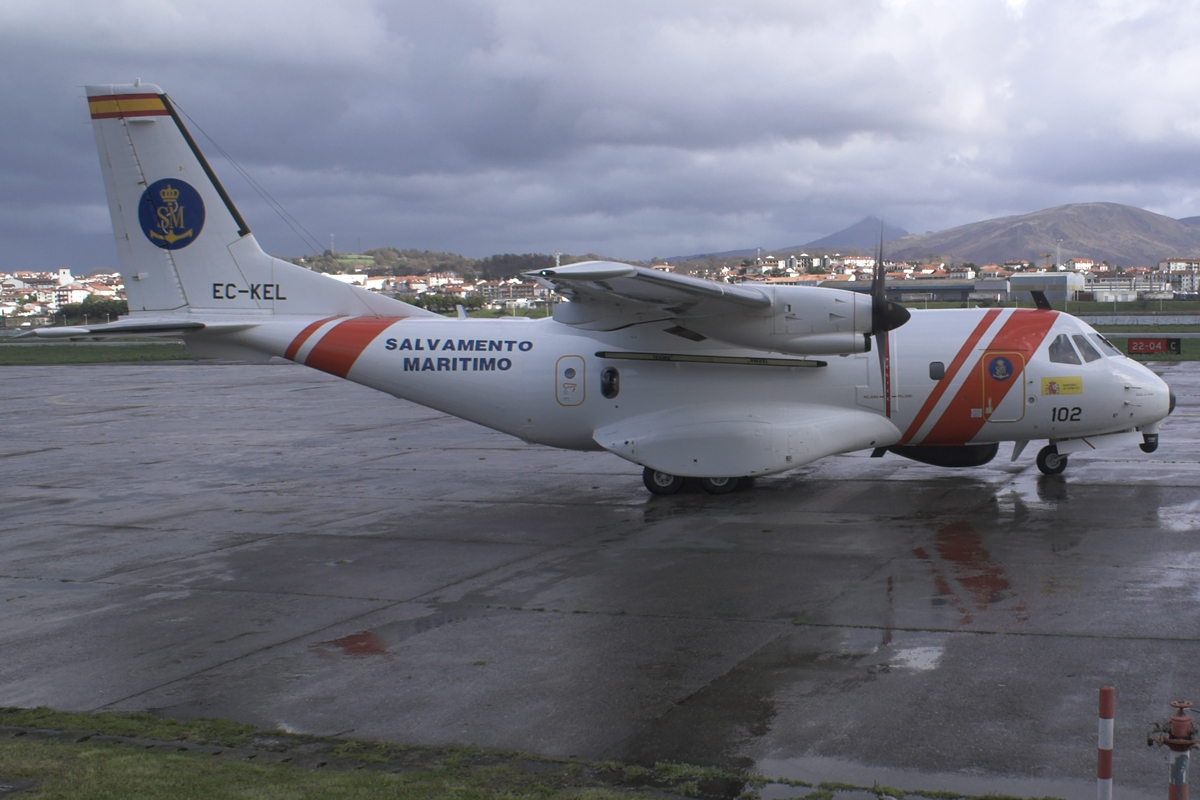
CASA CN-235-300 MPA của Cục Cứu hộ Biển Tây Ban Nha

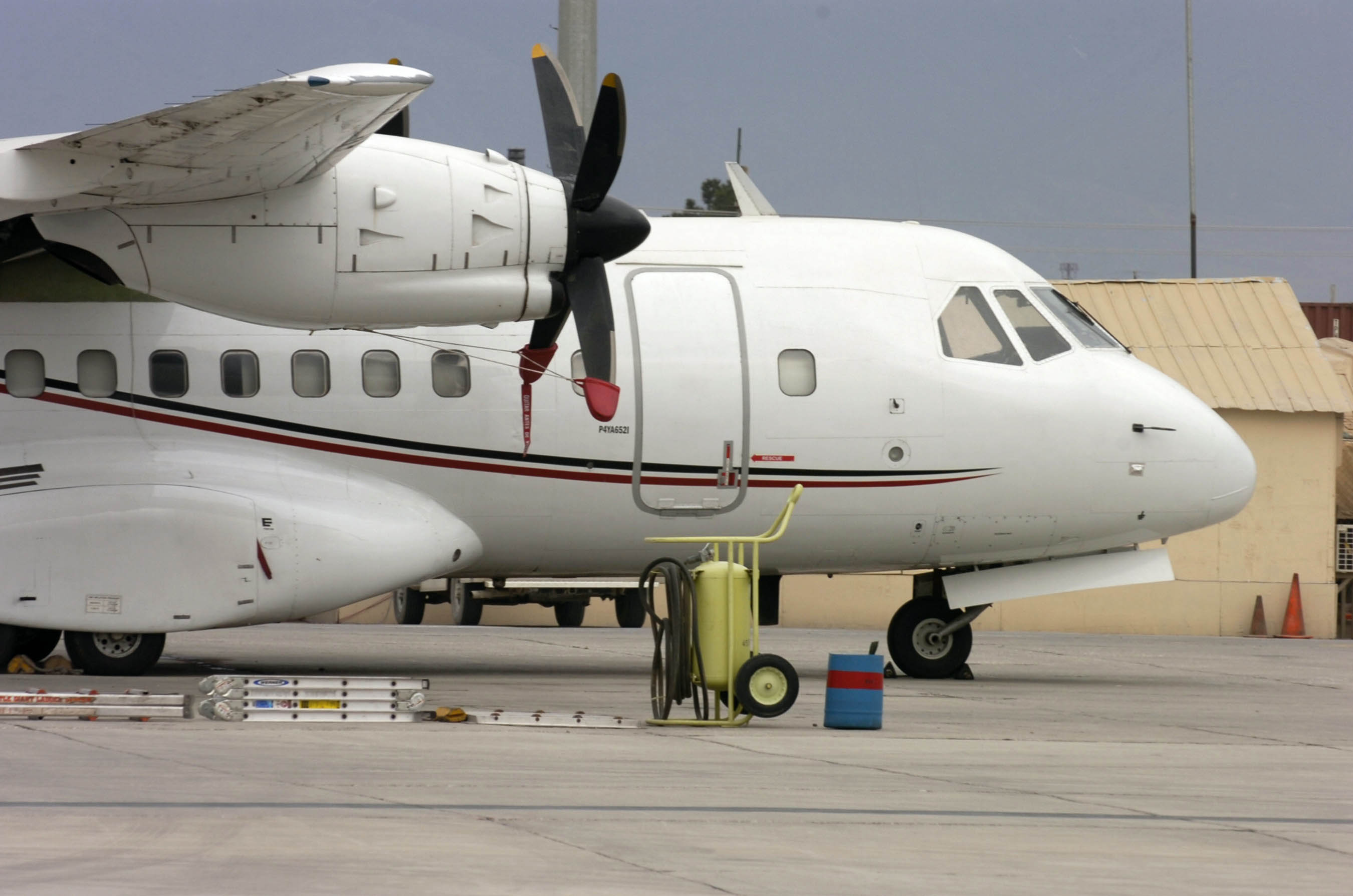
Presidential Airways CN235

- Sociedad de Salvamento y Seguridad Marítima (3 X CN-235 MPA)

 Thái Lan
- Cảnh sát Hoàng gia Thái Lan (1 x CN235-300)

### Dân sự
Argentina
- Inter Austral.

 Indonesia
- Merpati Nusantara Airlines
- Pelita Air Service

 Madagascar
- Tiko Air (C012)

 Namibia
- Air Namibia

 Tây Ban Nha

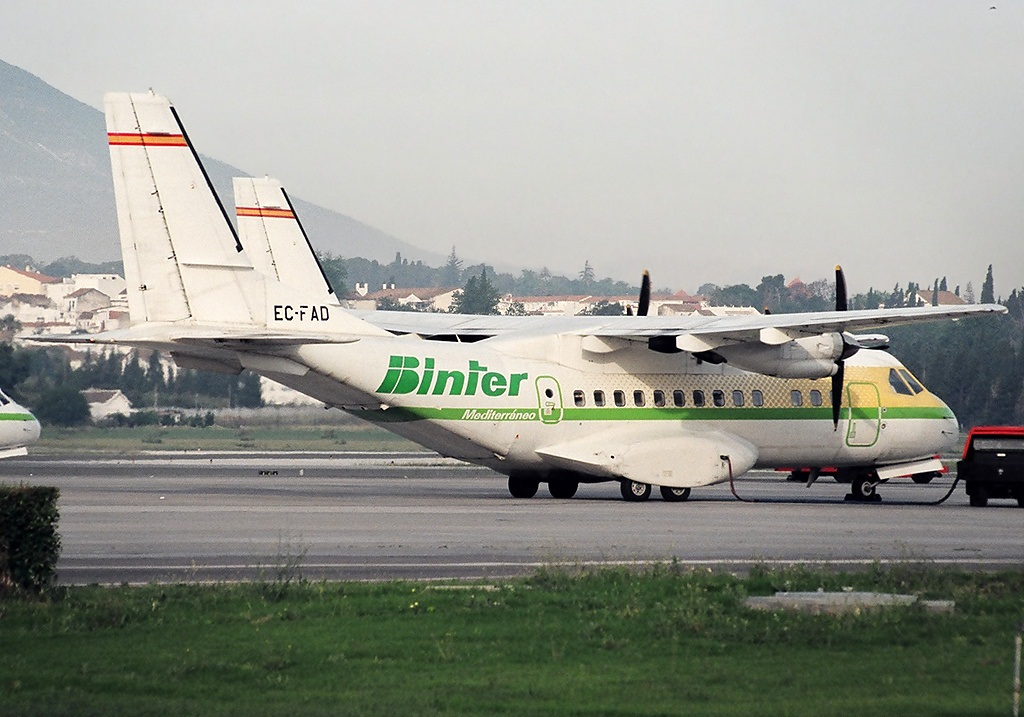
Binter Mediterraneo CN-235.

- Binter Canarias và Binter Mediterraneo

 Nam Phi
- Safair

 Hoa Kỳ
- Flight International và Flight Turbo AC
- L-3 Communication Systems
- Presidential Airways

 Venezuela
- Air Venezuela

## Tính năng kỹ chiến thuật (CN-235-100)
Dữ liệu lấy từ Jane's All The World's Aircraft 1993–94
Đặc điểm tổng quát
- Kíp lái: 2
- Sức chứa: 44 hành khách
- Tải trọng: 5.950 kg[13] (13.120 lb)
- Chiều dài: 21,40 m (70 ft 2½ in)
- Sải cánh: 25,81 m (84 ft 8 in)
- Chiều cao: 8,18 m (26 ft 10 in)
- Diện tích cánh: 59,10 m² (636,1 sq st)
- Kết cấu dạng cánh: NACA 653-218
- Tỉ số mặt cắt: 11,27:1
- Trọng lượng rỗng: 9.800 kg (21.605 lb)
- Trọng tải có ích: 48,54 m3 (1715,17 ft3)
- Trọng lượng cất cánh tối đa: 16.500 kg (36.380 lb)
- Động cơ: 2 × General Electric CT7-9C3 kiểu turboprop, 1.750 shp ()  mỗi chiếc

 Hiệu suất bay 
- Vận tốc hành trình: 454 km/h (245 knot,)
- Tầm bay: 5.055 km (2730 nm)
- Trần bay: 7.620 m (25.000 ft)
- Vận tốc lên cao: 7,8 m/s (1.780 ft/phút)